# Teatro Gabriello Chiabrera
Il Teatro Gabriello Chiabrera si trova a Savona, è il principale teatro cittadino e della provincia ed è intitolato al poeta e drammaturgo Gabriello Chiabrera. 

## Storia
Negli anni Quaranta del XIX secolo, data la scarsa capienza dei teatri già presenti, con la crescita della città emerge l'esigenza di realizzare un nuovo teatro. L'8 ottobre 1850 il sindaco Giacomo Cassisis dà quindi il via libera alla costruzione con un investimento di £ 90.000. Il teatro è inaugurato il 1º ottobre 1853 con l'Attila di Giuseppe Verdi. 
Nella seconda metà dell'800 il Chiabrera è principalmente teatro d'opera, ma oltre alle rappresentazioni liriche si alternano numerose compagnie teatrali di drammatica e di arte varia; tra queste, anche la compagnia primaria del grande attore Ernesto Rossi.

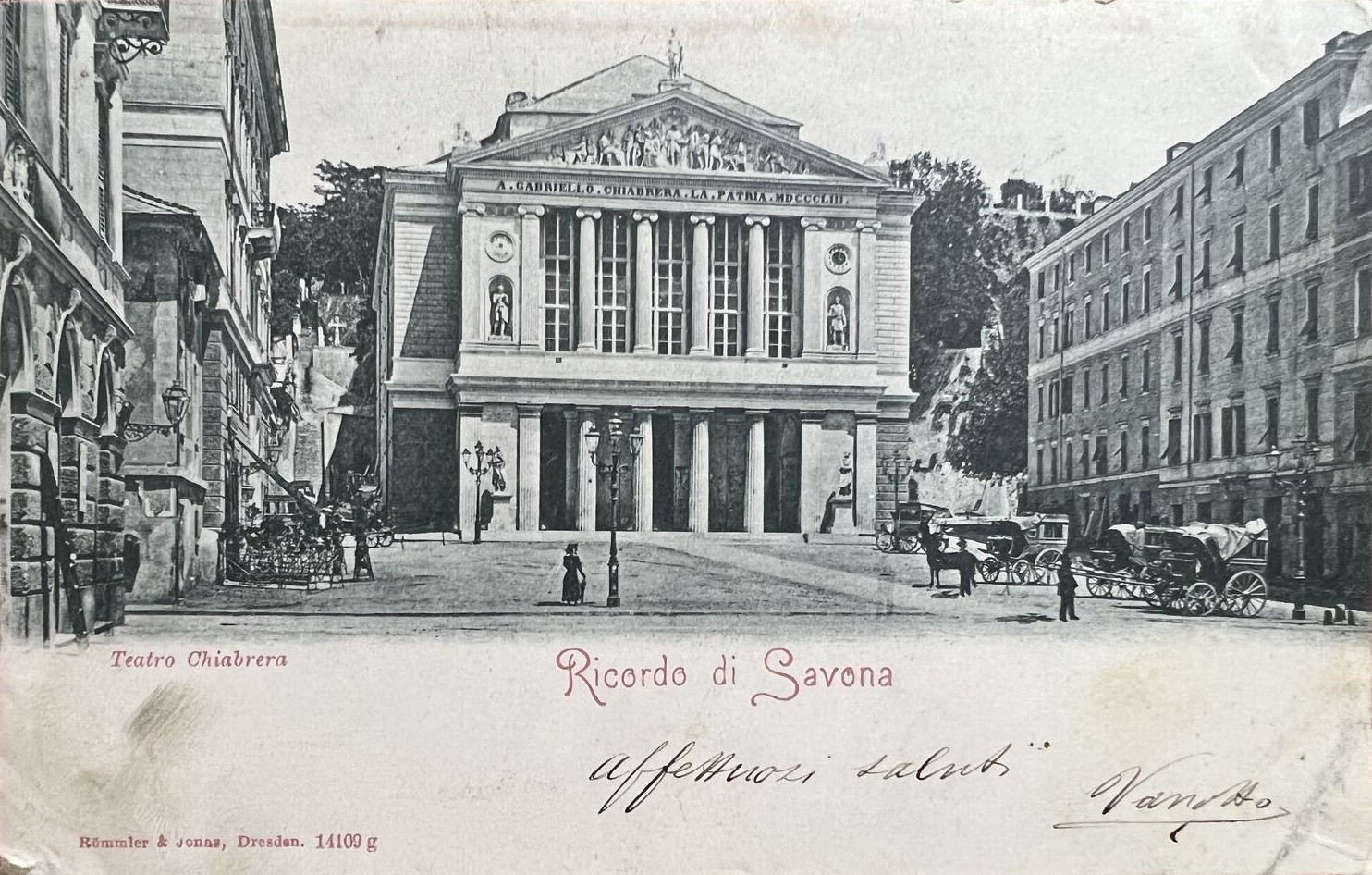
Savona - Teatro Chiabrera (1901)

Il primo restauro della sala avviene nel 1883, quando le tramezze tra i palchi dell'ultimo ordine sono abbattute per creare un loggione, mentre una seconda ristrutturazione si protrae per diversi anni dal 1954 al 1963, con la definitiva eliminazione dei palchetti. 
La vigilia di Natale del 1952 il teatro vede il debutto dell'allora diciottenne soprano savonese Renata Scotto come Violetta nella Traviata di Giuseppe Verdi.
Nel 1967 il Comune assume la gestione diretta, che tuttora mantiene. Dal 1986 il Teatro Chiabrera è sede del Teatro dell'Opera Giocosa, riconosciuta dal Ministero dei Beni Culturali quale Teatro di Tradizione, attivo nella produzione di stagioni liriche e sinfoniche.
L'11 ottobre 1999 avviene il distacco improvviso dal soffitto della volta di poco meno di un quarto dell'affresco presente che si frantuma in circa 2.000 pezzi poi minuziosamente ricomposti durante i restauri effettuati dal 2002 al 2005. 
A Marzo 2009 l’assessore alla cultura Ferdinando Molteni dice che “Il Teatro Chiabrera non può solo essere a carico delle casse del Comune di Savona”.
A Novembre 2010 risulta in crescita il numero degli abbonati. Alcuni giorni dopo esce la notizia che si prospetta un taglio del 10%, con ripercussioni sullo stesso teatro Chiabrera. “Il nostro teatro – ha detto l’assessore alla cultura Ferdinando Molteni – è la voce che incide maggiormente sul bilancio comunale della cultura, perciò è ovvio che i tagli principali siano stati fatti in questo senso. Ma nonostante questa riduzione di spesa – specifica l’assessore – l’offerta teatrale del Chiabrera non subirà grossi scossoni. Stiamo cercando di non ridurre il numero degli spettacoli, ma di compensare in altro modo eventuali modifiche al cartellone”.
A Febbraio 2013 parte il via libera ai lavori per la riapertura dello storico ridotto del Teatro Chiabrera. Ad Aprile 2013 è approvato il bilancio comunale: i denari avanzati servono a proseguire i lavori alla piscina Zanelli e al restyling del ridotto del Teatro Chiabrera.
A Dicembre 2014 la giunta comunale di Savona approva il progetto definitivo per il parziale restauro della sala del Ridotto del Teatro Chiabrera.
A Ottobre 2017 il Teatro Chiabrera entra nel programma ministeriale per promuovere la cultura.
A Luglio 2019 arriva il via libera agli interventi per il Teatro Chiabrera e per piazza Diaz, dal costo stimato in 1,5 mln di euro.
A Giugno 2020 si ha lo stop al bando per il nuovo direttore.
A Marzo 2022 esce la notizia che il Comune di Savona ha presentato il progetto da 500 mila euro da finanziare con il Pnrr nell’ambito della missione digitalizzazione, innovazione, competitività, cultura e turismo. In caso di ammissione al finanziamento Palazzo Sisto ottiene 400 mila euro (l’importo massimo consentito) e deve cofinanziare con risorse proprie per 100 mila euro. Il finanziamento ottenuto con il secondo bando, invece, è relativo ad attività di progettazione, marketing e partecipazione per il Chiabrera all’interno delle altre altre azioni già in programmazione per il miglioramento della fruibilità e dell’accessibilità dell’edificio nell’ottica di un ‘teatro 360’.
A Giugno 2022 esce la notizia che i lavori di riqualificazione del Teatro Chiabrera e di Piazza Diaz iniziano entro la prima metà di Luglio.
A Giugno 2023 si ha un nuovo stop della Soprintendenza per i lavori nel Teatro Chiabrera a Savona.

## Architettura

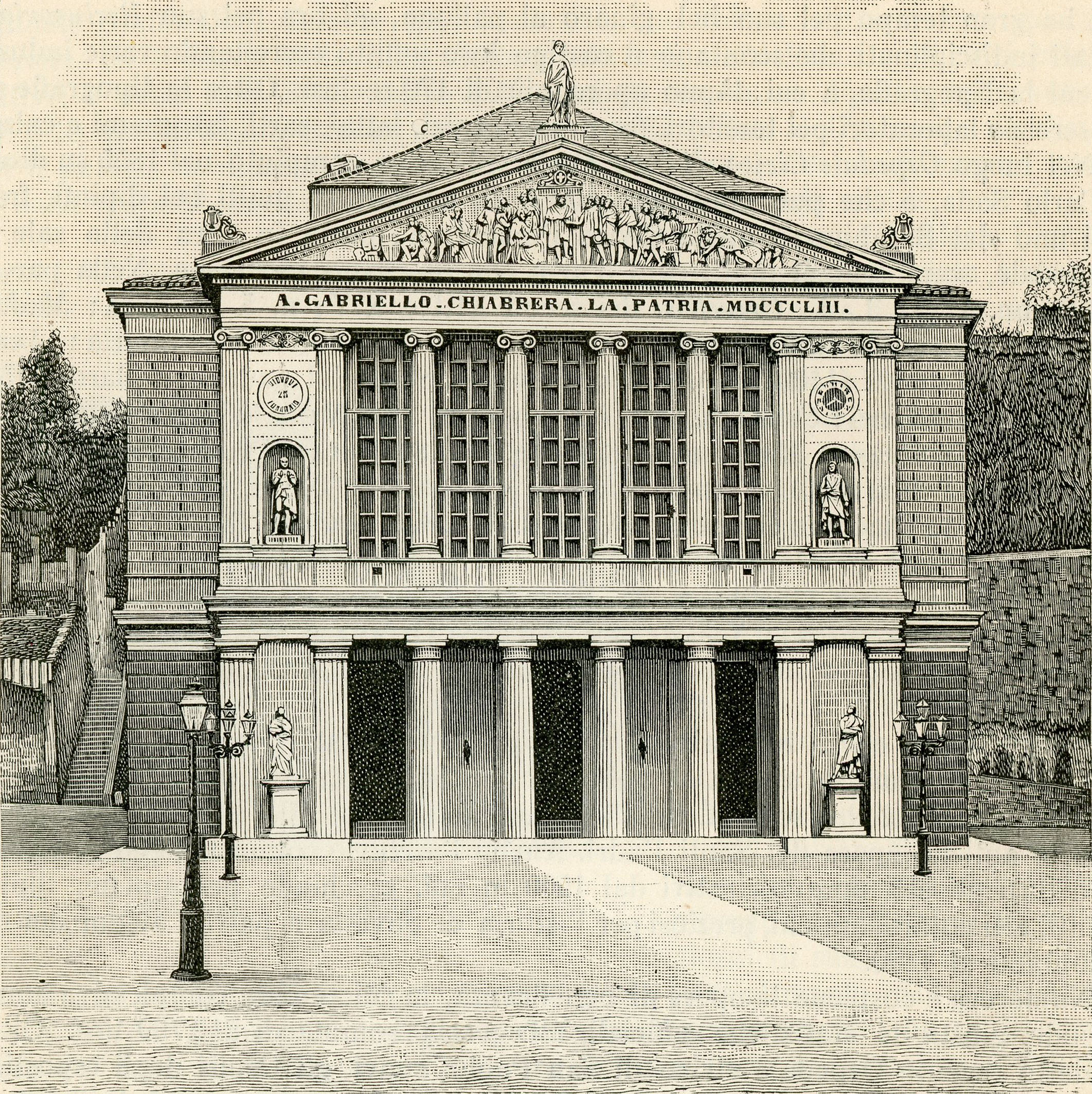
Savona - Teatro Chiabrera (Xilografia)

Dopo aver accantonato diversi progetti proposti negli anni Quaranta dell'Ottocento, il Chiabrera è affidato all'architetto Carlo Falconieri, già progettista del Teatro Santa Elisabetta di Messina e futuro responsabile della trasformazione degli Uffizi in sede del Parlamento del Regno d'Italia.
Le Sculture sulla facciata rappresentano sui due piedistalli: "Carlo Goldoni" e "Vittorio Alfieri", dello Scultore Santo Varni. Nelle due nicchie: ""Metastasio"" e "Gioacchino Rossini", dello Scultore Antonio Brilla. Nel timpano del frontone, è l'altorilievo "Gabriello Chiabrera presente il Poema "Amadeide" al Duca Carlo Emanuele I di Savoia", dello Scultore Antonio Brilla. Sopra la cornice del frontone, "Apollo Citaredo" dello Scultore Giovanni Battista Frumento.
Le ampie vetrate sopra gli Ingressi illuminano il Ridotto del Teatro nel quale sono organizzati concerti, conferenze, feste pubbliche e private.

## Riconoscimenti
A Novembre 2008 si ha il tour della mostra itinerante sui Teatri Storici della Liguria, “E lucevan le stelle”. Sono due i palcoscenici storici savonesi che la mostra racconta: accanto al Chiabrera, uno dei teatro più importanti sul piano storico della regione e uno dei più belli oggi in attività, va ricordato infatti anche il glorioso e antico Sacco che oggi si vorrebbe far rivivere.
A Marzo 2024, al Teatro Chiabrera è riconosciuto il valore di “Monumento nazionale”.

## Controversie

### Indegenza (2008)
A Luglio 2008 si trova una persona intenta a dormire sulla porta dello storico civico Teatro “Gabriello Chiabrera”.

### Scritta sul muro del teatro (2016)
A Novembre 2016 3 giovanissimi writers sono stati denunciati per aver imbrattato con le bombolette spray il muro del Teatro Chiabrera.